# Île Bertrand (Cabo de Hornos)
Pour les articles homonymes, voir Île Bertrand et Bertrand.
L’île Bertrand (en espagnol : Isla Bertrand) est une île située dans l'océan Pacifique, à l'extrême sud du Chili, dans la région de Magallanes et de l'Antarctique chilien. Elle se trouve au sein de l'archipel de la Terre de Feu, au sud-ouest de l'île Navarino, dans le prolongement du chenal Murray et à l'embouchure de la baie Nassau.
L'île Bertrand est séparé de l'île Navarino par le passage Isaza à l'ouest et par le seno Grandi.